# Filmografia di George Nichols

## Filmografia
Di seguito sono elencati i film interpretati e diretti da George Nichols. Secondo l'Internet Movie Database, George Nichols interpretò 220 film tra il 1908 e il 1927 (l'ultima sua interpretazione uscì postuma nel 1928). Da regista, diresse dal 1911 al 1916, 91 film. Firmò anche 4 sceneggiature.
1908 - 1909 - 1910 - 1911 - 1912 - 1913 - 1914 - 1915 - 1917 - 1918 - 1919 - 1920 - 1921 - 1922 - 1923 - 1924 - 1925 - 1926 - 1927 - 1928 - Regista - Sceneggiatore

## 1908
- Behind the Scenes, regia di David W. Griffith – cortometraggio (1908)
- The Heart of O'Yama, regia di David W. Griffith – cortometraggio (1908)
- A Smoked Husband, regia di David W. Griffith – cortometraggio (1908)
- The Pirate's Gold, regia di David W. Griffith – cortometraggio (1908)

## 1909
- The Voice of the Violin, regia di David W. Griffith – cortometraggio (1909)
- One Busy Hour, regia di David W. Griffith – cortometraggio (1909)
- A Baby's Shoe, regia di David W. Griffith – cortometraggio (1909)
- The Jilt, regia di David W. Griffith – cortometraggio (1909)
- The Cricket on the Hearth, regia di David W. Griffith – cortometraggio (1909)
- What Drink Did, regia di David W. Griffith – cortometraggio (1909)
- Her First Biscuits, regia di David W. Griffith – cortometraggio (1909)
- His Wife's Visitor, regia di David W. Griffith – cortometraggio (1909)
- The Seventh Day, regia di David W. Griffith – cortometraggio (1909)
- The Sealed Room, regia di David W. Griffith – cortometraggio (1909)
- The Little Darling, regia di David W. Griffith – cortometraggio (1909)
- The Hessian Renegades, regia di David W. Griffith – cortometraggio (1909)
- Getting Even, regia di David W. Griffith – cortometraggio (1909)
- The Broken Locket, regia di David W. Griffith – cortometraggio (1909)
- In Old Kentucky, regia di David W. Griffith – cortometraggio (1909)
- A Fair Exchange, regia di David W. Griffith – cortometraggio (1909)
- Leather Stocking, regia di David W. Griffith – cortometraggio (1909)
- Wanted, a Child, regia di David W. Griffith – cortometraggio (1909)
- The Awakening, regia di David W. Griffith – cortometraggio (1909)
- Pippa Passes or The Song of Conscience, regia di David W. Griffith – cortometraggio (1909)
- A Change of Heart, regia di David W. Griffith – cortometraggio (1909)
- His Lost Love, regia di David W. Griffith – cortometraggio (1909)
- The Expiation, regia di David W. Griffith – cortometraggio (1909)
- In the Watches of the Night, regia di David W. Griffith – cortometraggio (1909)
- Lines of White on a Sullen Sea, regia di David W. Griffith – cortometraggio (1909)
- What's Your Hurry?, regia di David W. Griffith – cortometraggio (1909)
- The Gibson Goddess, regia di David W. Griffith – cortometraggio (1909)
- Nursing a Viper, regia di David W. Griffith – cortometraggio (1909)
- The Light That Came, regia di David W. Griffith – cortometraggio (1909)
- The Restoration, regia di David W. Griffith – cortometraggio (1909)
- Two Women and a Man, regia di David W. Griffith – cortometraggio (1909)
- A Midnight Adventure, regia di David W. Griffith – cortometraggio (1909)
- The Open Gate, regia di David W. Griffith – cortometraggio (1909)
- The Mountaineer's Honor, regia di David W. Griffith – cortometraggio (1909)
- The Trick That Failed, regia di David W. Griffith – cortometraggio (1909)
- In the Window Recess, regia di David W. Griffith – cortometraggio (1909)
- The Death Disc: A Story of the Cromwellian Period, regia di David W. Griffith – cortometraggio (1909)
- Through the Breakers, regia di David W. Griffith – cortometraggio (1909)
- The Red Man's View, regia di David W. Griffith – cortometraggio (1909)
- A Corner in Wheat, regia di David W. Griffith – cortometraggio (1909)
- In Little Italy, regia di David W. Griffith – cortometraggio (1909)
- To Save Her Soul, regia di David W. Griffith – cortometraggio (1909)
- The Day After, regia di David W. Griffith – cortometraggio (1909)

## 1910
- The Rocky Road, regia di David W. Griffith – cortometraggio (1910)
- Her Terrible Ordeal, regia di David W. Griffith – cortometraggio (1910)
- The Honor of His Family, regia di David W. Griffith – cortometraggio (1910)
- The Last Deal, regia di David W. Griffith – cortometraggio (1910)
- The Cloister's Touch, regia di David W. Griffith – cortometraggio (1910)
- The Woman from Mellon's, regia di David W. Griffith – cortometraggio (1910)
- One Night and Then, regia di David W. Griffith – cortometraggio (1910)
- The Englishman and the Girl, regia di David W. Griffith – cortometraggio (1910)
- His Last Burglary, regia di David W. Griffith – cortometraggio (1910)
- The Newlyweds, regia di David W. Griffith – cortometraggio (1910)
- The Thread of Destiny, regia di David W. Griffith – cortometraggio (1910)
- The Converts, regia di David W. Griffith – cortometraggio (1910)
- The Twisted Trail, regia di David W. Griffith – cortometraggio (1910))
- Gold Is Not All, regia di David W. Griffith – cortometraggio (1910)
- The Two Brothers, regia di David W. Griffith – cortometraggio (1910)
- As It Is in Life, regia di David W. Griffith – cortometraggio (1910)
- A Rich Revenge, regia di David W. Griffith – cortometraggio (1910)
- Thou Shalt Not, regia di David W. Griffith – cortometraggio (1910)
- The Way of the World, regia di David W. Griffith – cortometraggio (1910)
- The Unchanging Sea, regia di David W. Griffith – cortometraggio (1910)
- The Purgation, regia di David W. Griffith – cortometraggio (1910)
- A Child of the Ghetto, regia di David W. Griffith – cortometraggio (1910)
- The Face at the Window, regia di David W. Griffith – cortometraggio (1910)
- The Marked Time-Table, regia di David W. Griffith – cortometraggio (1910)
- A Child's Impulse, regia di David W. Griffith – cortometraggio (1910)
- Muggsy's First Sweetheart, regia di David W. Griffith – cortometraggio (1910)
- A Midnight Cupid, regia di David W. Griffith – cortometraggio (1910)
- What the Daisy Said, regia di David W. Griffith – cortometraggio (1910)
- A Child's Faith, regia di David W. Griffith – cortometraggio (1910)
- A Flash of Light, regia di David W. Griffith – cortometraggio (1910)
- As the Bells Rang Out!, regia di David W. Griffith – cortometraggio (1910)
- Unexpected Help, regia di David W. Griffith – cortometraggio (1910)
- An Arcadian Maid, regia di David W. Griffith (1910) – cortometraggio
- Her Father's Pride, regia di David W. Griffith – cortometraggio (1910)
- The Usurer, regia di David W. Griffith – cortometraggio (1910)
- The Modern Prodigal, regia di David W. Griffith – cortometraggio (1910)
- Little Angels of Luck, regia di David W. Griffith – cortometraggio (1910)
- A Mohawk's Way, regia di David W. Griffith – cortometraggio (1910)
- In Life's Cycle, regia di David W. Griffith – cortometraggio (1910)
- The Oath and the Man, regia di David W. Griffith – cortometraggio (1910)
- Rose O'Salem Town, regia di David W. Griffith – cortometraggio (1910)
- The Iconoclast, regia di David W. Griffith – cortometraggio (1910)
- That Chink at Golden Gulch, regia di David W. Griffith – cortometraggio (1910)
- The Broken Doll, regia di David W. Griffith – cortometraggio (1910)
- The Banker's Daughters, regia di David W. Griffith – cortometraggio (1910)
- The Message of the Violin, regia di David W. Griffith – cortometraggio (1910)
- Waiter No. 5, regia di David W. Griffith – cortometraggio (1910)
- Simple Charity, regia di David W. Griffith – cortometraggio (1910)
- Sunshine Sue, regia di David W. Griffith – cortometraggio (1910)
- A Child's Stratagem, regia di David W. Griffith – cortometraggio (1910)
- The Lesson, regia di David W. Griffith – cortometraggio (1910)
- Winning Back His Love, regia di David W. Griffith – cortometraggio (1910)

## 1911
- When a Man Loves, regia di David W. Griffith (1911)
- Heart Beats of Long Ago, regia di David W. Griffith (1911)
- Priscilla's Engagement Ring, regia di Frank Powell (1911)
- What Shall We Do with Our Old?, regia di David W. Griffith (1911)
- The Lily of the Tenements, regia di David W. Griffith (1911)
- A Decree of Destiny, regia di David W. Griffith (1911)
- Conscience, regia di David W. Griffith (1911)
- Was He a Coward?, regia di David W. Griffith (1911)
- The Lonedale Operator, regia di David W. Griffith (1911)
- The Spanish Gypsy, regia di David W. Griffith (1911)
- The Broken Cross, regia di D.W. Griffith (1911)
- The Chief's Daughter, regia di David W. Griffith (1911)
- A Knight of the Road, regia di David W. Griffith (1911)
- In the Days of '49, regia di David W. Griffith (1911)
- Enoch Arden: Part I, regia di David W. Griffith (1911)
- Enoch Arden: Part II, regia di David W. Griffith (1911)
- The Primal Call, regia di David W. Griffith (1911)
- Fighting Blood, regia di David W. Griffith (1911)
- The Ruling Passion, regia di David W. Griffith (1911)
- Turning the Tables (1911)

## 1912
- Flying to Fortune, regia di George Nichols (1912)
- Iola's Promise, regia di David W. Griffith – cortometraggio (1912)
- A Love of Long Ago, regia di George Nichols (1912)
- Into the Desert, regia di George Nichols (1912)
- Miss Arabella Snaith, regia di George Nichols (1912)
- Two Daughters of Eve, regia di David W. Griffith (1912)
- Heredity, regia di David W. Griffith (1912)

## 1913
- Foiling Fickle Father, regia di Henry Lehrman (1913)
- The Unwelcome Guest, regia di D.W. Griffith – cortometraggio (1913)
- In the Southland, regia di George Nichols (1913)
- His Chorus Girl Wife – cortometraggio (1913)
- Fatty Joins the Force, regia di George Nichols (1913)
- Some Nerve, regia di Mack Sennett (1913)

## 1914
- The Under-Sheriff, regia di George Nichols
- A Flirt's Mistake, regia di George Nichols
- In the Clutches of the Gang, regia di George Nichols
- Charlot entra nel cinema (A Film Johnnie), regia di George Nichols

## 1915
- A Day That Is Gone
- The Forged Testament, regia di George Nichols (1915)
- When Love Is Mocked, regia di George Nichols – cortometraggio (1915)

## 1917
- The Son of His Father, regia di Victor Schertzinger (1917)

- The Silent Man, regia di William S. Hart (1917)

## 1918
- The Keys of the Righteous, regia di Jerome Storm (1918)
- Cuori del mondo (Hearts of the World), regia di D.W. Griffith (1918)
- Mickey, regia di F. Richard Jones e James Young (1918)
- Battling Jane, regia di Elmer Clifton
- Fame and Fortune, regia di Lynn F. Reynolds (1918)
- Borrowed Clothes, regia di Lois Weber (1918)

## 1919
- Il romanzo della Valle Felice (A Romance of Happy Valley), regia di D.W. Griffith (1919)
- The Light of Victory, regia di William Wolbert (1919)
- The Rebellious Bride, regia di Lynn Reynolds (1919)
- La svolta della strada (The Turn in the Road), regia di King Vidor (1919)
- The Coming of the Law, regia di Arthur Rosson (1919)
- Giglio infranto (Broken Blossoms or The Yellow Man and the Girl), regia di D.W. Griffith (1919)
- When Doctors Disagree, regia di Victor Schertzinger (1919)
- Bill Apperson's Boy, regia di James Kirkwood (1919)
- The Wolf, regia di James Young (1919)
- Victory, regia di Maurice Tourneur (1919)
- Il grande problema (The Greatest Question), regia di D.W. Griffith (1919)

## 1920
- Pinto, regia di Victor Schertzinger (1920)
- The River's End, regia di Victor Heerman e Marshall Neilan (1920)
- L'onore familiare (The Family Honor), regia di King Vidor (1920)
- Love's Protegé, regia di Walter Wright (1920)
- The Orphan, regia di J. Gordon Edwards (1920)
- The Joyous Troublemaker, regia di J. Gordon Edwards (1920)
- Deep Waters, regia di Maurice Tourneur (1920)
- The Iron Rider, regia di Scott R. Dunlap (come Scott Dunlap) (1920)
- Nineteen and Phyllis, regia di Joseph De Grasse (1920)

## 1921
- Oliver Twist, Jr., regia di Millard Webb (1921)
- La regina di Saba (The Queen of Sheba), regia di J. Gordon Edwards (1921)
- Live and Let Live, regia di Christy Cabanne (1921)
- The Fox, regia di Robert Thornby (1921)
- Shame, regia di Emmett J. Flynn (1921)
- Molly O', regia di F. Richard Jones (1921)

## 1922
- The Barnstormer, regia di Charles Ray (1922)
- Don't Get Personal, regia di Clarence G. Badger (1922)
- One Glorious Day, regia di James Cruze (1922)
- Step Forward, regia di William Beaudine, F. Richard Jones e Gus Meins (1922)
- The Pride of Paloma, regia di Frank Borzage (1922)
- The Flirt, regia di Hobart Henley (1922)
- Suzanna, regia di F. Richard Jones (1922) [1][2]

## 1923
- The Ghost Patrol, regia di Nat Ross (1923)
- The Phantom Fortune, regia di Robert F. Hill (1923)
- Children of the Dust, regia di Frank Borzage (1923)
- Don't Marry for Money, regia di Clarence Brown (1923)
- The Miracle Makers, regia di W. S. Van Dyke (1923)
- The Extra Girl, regia di F. Richard Jones (1923)
- The Country Kid, regia di William Beaudine (1923)
- Let's Go, regia di William K. Howard (1923)

## 1924
- Daughters of Today, regia di Rollin S. Sturgeon (1924)
- Secrets, regia di Frank Borzage (1924)
- The Silent Stranger, regia di Albert S. Rogell (1924)
- The Midnight Express, regia di George W. Hill (1924)
- The Red Lily, regia di Fred Niblo (1924)
- The Slanderers, regia di Nat Ross (1924)
- The Beautiful Sinner, regia di W. S. Van Dyke (1924)
- The Silent Watcher, regia di Frank Lloyd (1924)
- East of Broadway, regia di William K. Howard (1924)
- Geared to Go, regia di Albert S. Rogell (1924)

## 1925
- Capital Punishment, regia di James P. Hogan (1925)
- Orgoglio (Proud Flesh), regia di King Vidor (1925)
- The Light of Western Stars, regia di William K. Howard (1925)
- The Goose Woman, regia di Clarence Brown (1925)
- Winds of Chance, regia di Frank Lloyd (1925)
- La vedova allegra (The Merry Widow), regia di Erich von Stroheim (1925)
- Mille disgrazie e una fortuna (His Majesty, Bunker Bean), regia di Harry Beaumont (1925)
- Aquila nera (The Eagle), regia di Clarence Brown (1925)

## 1926
- Sea Horses, regia di Allan Dwan (1926)
- Bachelor Brides, regia di William K. Howard (1926)
- Rolling Home, regia di William A. Seiter (1926)
- Miss Nobody, regia di Lambert Hillyer (1926)
- Senor Daredevil, regia di Albert S. Rogell (1926)
- Broken Hearts of Hollywood, regia di Lloyd Bacon (1926)
- Flames, regia di Lewis H. Moomaw (1926)
- Gigolo, regia di William K. Howard (1926)
- The Timid Terror, regia di Del Andrews (1926)

## 1927
- Finger Prints, regia di Lloyd Bacon (1927)
- White Gold, regia di William K. Howard (1927)
- White Flannels, regia di Lloyd Bacon (1927)
- Ritzy, regia di Richard Rosson (1927)

## 1928
- Sinfonia nuziale (The Wedding March), regia di Erich von Stroheim (1928)

## Regista
- David Copperfield[3] – cortometraggio (1911)
- The Higher Law – cortometraggio (1911)
- Cinderella (con il nome George O. Nichols) – cortometraggio (1911)
- She (1911)
- The Passing – cortometraggio (1912)
- The Arab's Bride – cortometraggio (1912)
- Extravagance (1912)
- Flying to Fortune – cortometraggio (1912)
- Nicholas Nickleby (1912)
- The Taming of Mary (1912)
- The Golf Caddie's Dog
- For Sale -- A Life – cortometraggio (1912)
- The Girl of the Grove – cortometraggio (1912)
- A Love of Long Ago – cortometraggio (1912)
- Into the Desert (1912)
- Rejuvenation – cortometraggio (1912)
- The Cry of the Children (con il nome George O. Nichols) (1912)
- Dora Thorne – cortometraggio (1912)
- Miss Arabella Snaith – cortometraggio (1912)
- The Saleslady (1912)
- Love's Miracle (1912)
- Jess (1912)
- The Ring of a Spanish Grandee – cortometraggio (1912)
- Whom God Hath Joined (1912)
- Hill Folks (con il nome George O. Nicholls) (1912)
- Called Back (1912)
- In Blossom Time (1912)
- Out of the Dark (1912)
- Ma and Dad (1912)
- Under Two Flags (1912)
- Pa's Medicine (con il nome George O. Nichols) (1912)
- Hazers Hazed (1912)
- The Celebrated Case (1912)
- Gentleman Joe (1912)
- It Might Have Been (1913)
- On the Threshold – cortometraggio (1913)
- The Supreme Sacrifice (1913)
- The First Prize (1913)
- Dolores' Decision (1913)
- Tamandra, the Gypsy (1913)
- Women of the Desert (con il nome G.O. Nichols) (1913)
- A Florida Romance (1913)
- In the Harem of Haschem (1913)
- A Mock Marriage (1913)
- Retribution (1913)
- Kidnapping Father (1913)
- The Great Pearl (1913)
- From Ignorance to Light (1913)
- Her Husband's Picture (1913)
- On Her Wedding Day (1913)
- The Call of the Heart (1913)
- Into the Light (1913)
- In the Southland (1913)
- Fatty at San Diego (1913)
- A Small Time Act (1913)
- Wine (1913)
- Fatty Joins the Force (1913)
- A Ride for a Bride (1913)
- Fatty's Flirtation (1913)
- His Sister's Kids (1913)
- He Would a Hunting Go (1913)
- The Under-Sheriff (1914)
- A Flirt's Mistake (1914)
- In the Clutches of the Gang (1914)
- Rebecca's Wedding Day (1914)
- Mabel's Bear Escape (con il nome George O. Nicholls) (1914)
- A Robust Romeo (1914)
- Twixt Love and Fire (1914)
- Charlot entra nel cinema (A Film Johnnie) (1914)
- Charlot troppo galante (His Favorite Pastime) (1914)
- Charlot aristocratico (Cruel, Cruel Love) (1914)
- Charlot innamorato (The Star Boarder) (1914)
- The Passing of Izzy (con il nome George O. Nicholls) (1914)
- Finnigan's Bomb (con il nome George O. Nicholls) (1914)
- Mabel's Nerve (con il nome George O. Nicholls) (1914)
- Mabel's New Job (con il nome George O. Nicholls) (1914)
- A Man and His Work (come George O. Nicholls) (1915)
- The Forged Testament (come George O. Nicholls) (1915)
- A Man's Prerogative (1915)
- Spettri (Ghosts) (1915)
- The Isle of Content – cortometraggio (1915)
- The Scarlet Lady – cortometraggio (1915)
- When Love Is Mocked – cortometraggio (1915)
- The Man with the Iron Heart – cortometraggio (1915)
- The Eternal Feminine – cortometraggio (1915)
- The Sculptor's Model – cortometraggio (1915)
- The Lost Messenger – cortometraggio (1915)
- The Print of the Nails – cortometraggio (1915)
- Locked In – cortometraggio (1915)
- Why Love Is Blind – cortometraggio (1916)
- Tom Martin: A Man – cortometraggio (1916)
- The Grinning Skull – cortometraggio (1916)

## Sceneggiatore
- It Might Have Been, regia di George Nichols – cortometraggio (1913)
- Tamandra, the Gypsy (1913)

- A Florida Romance (1913)
- When Love Is Mocked, regia di George Nichols – cortometraggio (1915)